# Roua (divinité)
Ne pas confondre avec le hameau belge Roua.
Dans la mythologie polynésienne, Roua (ou Ra) est le dieu du soleil, père de Fati et de toutes les étoiles par son union avec Taonoui.